# Lokman Kaplanbaba
Lokman Kaplanbaba (ur. 15 maja 1988) – francuski zapaśnik walczący w stylu wolnym. Zajął 22 miejsce na mistrzostwach świata w 2010. Jedenasty na mistrzostwach Europy w 2009. Brązowy medalista mistrzostw śródziemnomorskich w 2010. Trzeci na ME juniorów w 2007. Mistrz Francji w 2011 roku.